# Lukrecia Borgia (Hugo)
Lukrecia Borgia (1833, Lucrèce Borgia) je romantická tragédie o třech jednáních francouzského prozaika, dramatika a básníka Victora Huga. Hra je napsaná v próze a její titulní postavou je renesanční italská šlechtična Lucrecia Borgia, dcera kardinála Rodriga de Borja, pozdějšího papeže Alexandra VI. Pro svou hru využil Hugo pověstí, kterými byla tato žena opředena zejména pro své údajné umění posílat lidi z tohoto světa jedem.
Hugo tragédii napsal již v červenci roku 1832 pod názvem Večeře ve Ferraře (Un Souper a Ferrare), ale pro premiéru dne 2. února roku 1833 v pařížském divadle Théâtre de la Porte Saint-Martin byl její název změněn na Lukrecia Borgia. Hra byla finančně velmi úspěšná a ještě téhož roku vyšla knižně s Hugovou předmluvou, v níž vysvětlil své pojetí hlavní postavy jako osoby vyjadřující kontrastnost lidského zevnějšku a lidského nitra. Zatímco Triboulet, postava ze hry Král se baví je fyzicky ohyzdný ale vnitřně krásný čistou otcovskou láskou, skrývá Lukrecia pod svým krásným zevnějškem morální nestvůrnost, ale nakonec je rehabilitována svým mateřským citem.

## Obsah hry

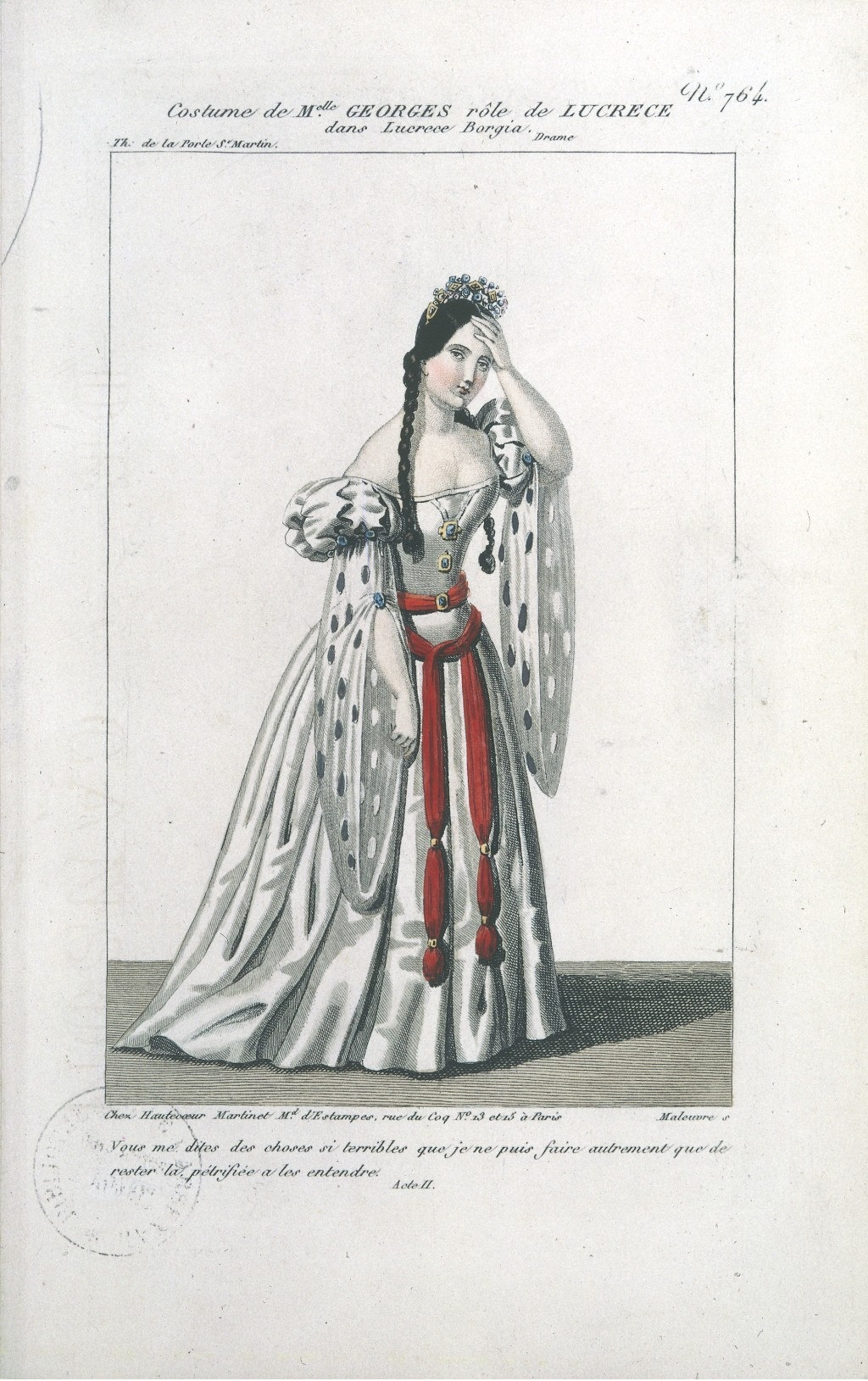
Kostým Lukrecie z roku 1833.

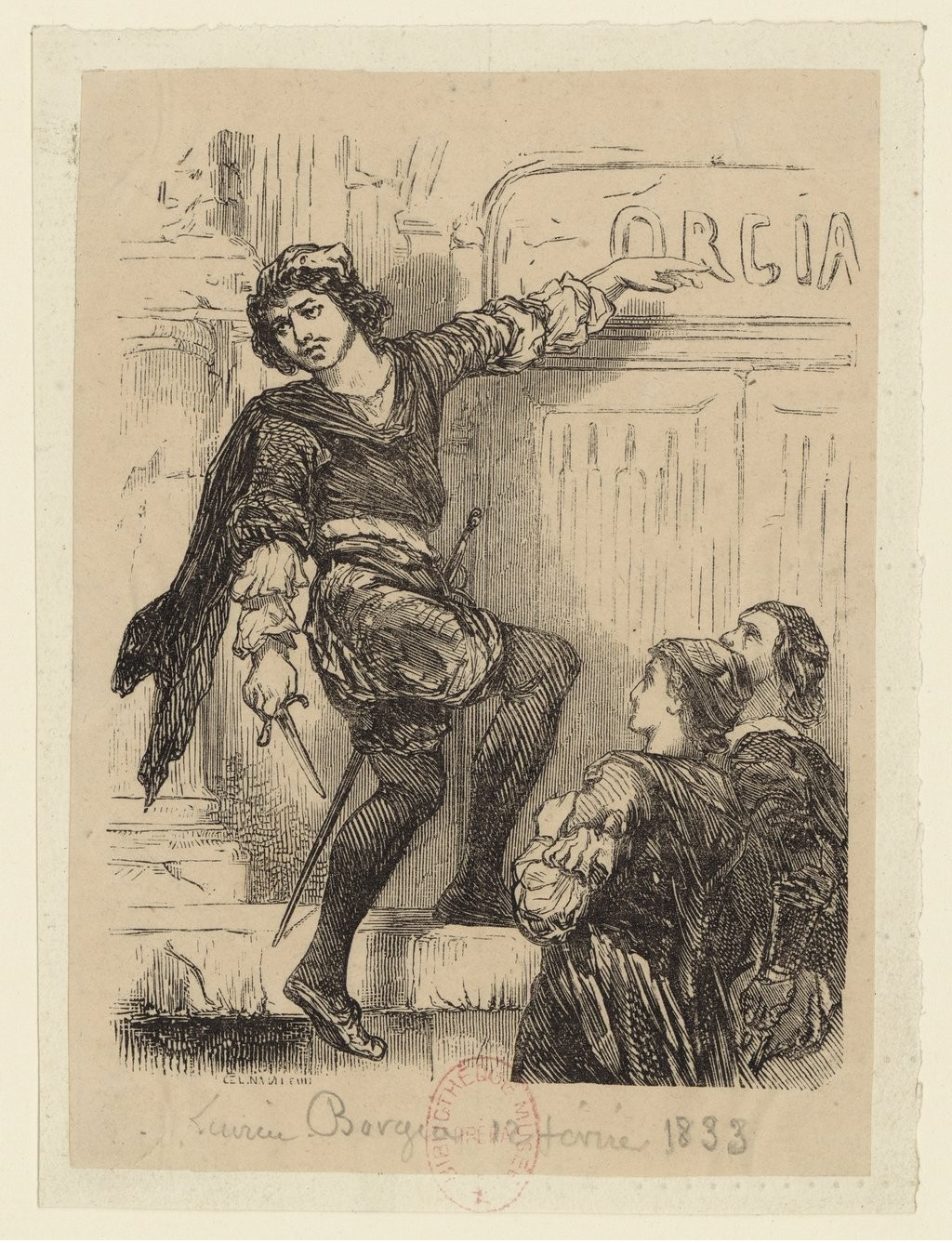
Ilustrace Célestina Nanteuila ke knižnímu vydání tragédie z roku 1833.

Mladík jménem Gennaro dostává dopisy od své matky, kterou nezná, ale miluje ji. Matka mu v dopisech sděluje, že se k němu nemůže bez ohrožení jejich životů přihlásit. Pouze Lukrecie Borgia tak ví, že Gennaro je její syn. Ferrarský kníže Alfonso d'Este, Lukreciin manžel, Gennara podezírá, že je jejím milencem a chce jej zabít, Lukrecia tomu zabrání.
U kněžny Negroni se koná slavnost. Gennaro se svými přáteli popíjí víno. Vtom vchází za doprovodu pohřební hudby Lukrecia a všem oznamuje, že víno otrávila, protože chce pomstít ponižující urážku. Někdo z přítomných totiž znesvětil rodinný erb, když na něm přepsala jméno Borgia na Orgia. Když Lukrecia zjistí, že mezi hosty je i Gennaro, nabízí mu protijed, ale pouze pro něho. Gennaro chce pomstít své druhy a probodne Lukrecii nožem z jídelního stolu v tu chvíli, když mu odhalí, že je jeho matka.

## Adaptace
- Lucrezia Borgia, (1833), opera italského skladatele Gaetana Donizettiho.
- Lucrezia Borgia (1994), italský televizní film, režie Tonino del Colle.

## Česká vydání a inscenace
- Lukrecie Borgia, obsaženo ve sborníku Divadelní ochotník: repertorium soukromých divadel, Mikuláš a Knapp, Praha 1869, přeložil Leopold R. Stirský.
- Lucrezia Borgia, Mamert Knapp, Praha 1913 přeložil Jaroslav Tišnov.
- Lucrezia Borgia, divadelní inscenace, Městské divadlo Kladno 2006, přeložil Pavel Šimák.